# Enix (entreprise)
 (mai 2025).
Si vous disposez d'ouvrages ou d'articles de référence ou si vous connaissez des sites web de qualité traitant du thème abordé ici, merci de compléter l'article en donnant les références utiles à sa vérifiabilité et en les liant à la section « Notes et références ».
Pour les articles homonymes, voir Enix.
Enix ou Enix Corporation (株式会社エニックス, Kabushiki-gaisha Enikkusu) est une société d'édition et de création de jeux vidéo, créée en 1975 qui a connu un succès immense au Japon grâce à une série de jeux de rôle nommée Dragon Quest.
Ce fut la première société à utiliser le support console pour adapter un genre jusque-là réservé aux ordinateurs, celui des jeux de rôle.
Le 1er avril 2003, Enix fusionne avec Square, son principal concurrent, pour former Square Enix Co., Ltd.

## Liste de jeux
1983
- Door Door (PC-88)

1986
- Dragon Quest (NES)

1987
- Dragon Quest II (NES)

1988
- Dragon Quest III (NES)

1990
- Dragon Quest IV (NES)

1992
- ActRaiser (Super Nintendo)
- Dragon Quest V : La Fiancée céleste (Super Nintendo)
- Just Breed (NES)
- Soul Blazer (Soul Blader) (Super Nintendo)
- EVO: Search for Eden (Super Nintendo)

1993
- The 7th Saga (Super Nintendo)
- Torneko no Daibôken (Super Nintendo)
- Dragon Quest I+II (Super Nintendo)
- Illusion of Time (Gaia Gensouki) (Super Nintendo)

1994
- Brain Lord (Super Nintendo)
- ActRaiser 2 (Super Nintendo)
- Ogre Battle: The March of the Black Queen (Super Nintendo)
- Robotrek (Slap Stick) (Super Nintendo)
- Wonder Project J: Kikai no Shōnen Pīno (Super Nintendo)

1995
- Dragon Quest VI : Le Royaume des songes (Super Nintendo)
- Hameln no violin-hiki (Super Nintendo)

1996
- Star Ocean (Super Nintendo)
- Terranigma (Tenchi Souzou) (Super Nintendo)
- Dragon Quest III (Super Nintendo)
- Wonder Project J2: Koruro no Mori no Josette (Nintendo 64)

1997
- Mischief Makers (Nintendo 64)
- Nanatsu Kaze no Shima Monogatari (Saturn)

1998
- Bust a Groove (PlayStation)
- Riven: The Sequel to Myst (Saturn - Japon uniquement)
- Soccer RPG: Become the coach for the national team! (Saturn)
- Itadaki Street: Gorgeous King (PlayStation - Japon uniquement)
- Dragon Quest Monsters (Game Boy Color)

1999
- Rakugaki Showtime (PlayStation)
- Mystic Ark: Maboroshi Gekijô (PlayStation - Japon uniquement)
- Segare Ijiri (PlayStation)
- Dragon Quest I & II (Game Boy Color)

2000
- Dance Summit 2001: Bust a Groove (PlayStation 2)
- Valkyrie Profile (PlayStation)
- Torneko no Daibōken 2: Fushigi no Dungeon (PlayStation)
- Star Ocean: The Second Story (PlayStation)
- Star Ocean Blue Sphere (Game Boy Color)
- Dragon Quest III (Game Boy Color)
- Bust A Groove 2 (PlayStation)

2001
- Dragon Quest IV (PlayStation)
- Dragon Quest VII : La Quête des vestiges du monde (PlayStation)
- Super Galdelic Hour (PlayStation 2)
- The Fear (PlayStation 2)
- Cross Gate (PC)
- Torneko no Daibôken 2 Advance (Game Boy Advance)
- Star Ocean Blue Sphere (Game Boy)
- Dragon Quest Monster 2: Mysterious key of Martha - Ruka's Journey (Game Boy Color)
- Dragon Quest Monster 2: Mysterious key of Martha - Iru's Adventure (Game Boy Color)

2002
- Samurai Evolution: Ōkoku Geist (Game Boy Advance)
- Dragon Quest Monsters 1.2 (PlayStation)
- Dramatic Soccer Game: Nippon Daihyô Senshu Ninarô (PlayStation 2)
- Grandia Xtreme (PlayStation 2)
- Robot Alchemic Drive (PlayStation 2)
- Torneko no Daibôken 3 (PlayStation 2)
- Zoku Segare Ijiri (PlayStation 2)

2003
- Star Ocean: Till the End of Time (PlayStation 2)
- Dragon Quest Monsters: Caravan Heart (Game Boy Advance)